# 馬游塘水塘
馬游塘水塘（英語：Ma Yau Tong Reservoir）是香港九龍一個已被填平的水塘，現位於將軍澳隧道巴士轉乘站往將軍澳方向附近。1950-1960年間，香港水務署同時計劃於東九龍建設兩個供應鹹水的配水庫，分別位於佐敦谷的北部以及近秀茂坪道的谷地——前者即為日後的佐敦谷水塘，而後者則為日後的馬游塘水塘，而兩個水塘皆於1980年代左右先後被填平。其中馬游塘水塘於1983年被填平。